# Ołeksandr Mytrofanow
Ołeksandr Wołodymyrowycz Mytrofanow, ukr. Олександр Володимирович Митрофанов (ur. 1 listopada 1977 w Dżankoju, w obwodzie krymskim) – ukraiński piłkarz, grający na pozycji pomocnika.

## Kariera piłkarska

### Kariera klubowa
12 maja 1995 rozpoczął karierę piłkarską w klubie Tawrija Symferopol. Po jednym meczu został wypożyczony do końca roku do KZEZO Kachowka, a w październiku 2001 rozegrał jeden mecz w farm-klubie Dynamo Symferopol. W sierpniu 2002 roku został zaproszony przez trenera Myrona Markewicza do Anży Machaczkała. Podczas przerwy zimowej sezonu 2002/03 powrócił do Tawrii, ale został wypożyczony wiosną do Kristałłu Smoleńsk. Latem 2003 zasilił skład Wołyni Łuck. Podczas przerwy zimowej sezonu 2003/04 wyjechał do Kazachstanu, gdzie podpisał kontrakt z FK Aktöbe. Na początku 2010 po wygaśnięciu kontraktu zmienił klub na Ordabasy Szymkent, w którym zakończył karierę piłkarską.

### Kariera reprezentacyjna
W 1998 debiutował w młodzieżowej reprezentacji Ukrainy. Łącznie rozegrał 2 mecze.

## Sukcesy i odznaczenia

### Sukcesy klubowe
- mistrz Kazachstanu: 2005, 2007, 2008, 2009
- wicemistrz Kazachstanu: 2006
- zdobywca Pucharu Kazachstanu: 2008
- zdobywca Superpucharu Kazachstanu: 2008
- finalista Pucharu Mistrzów WNP: 2009